# Sol del sur
Sol del sur es el primer álbum solista del músico argentino Javier Martínez. Fue editado en 1983.

## Lista de canciones
Todas escritas y compuestas por Javier Martínez, excepto "Mujer del viento" que tiene letras de Néstor Smilari.

| N.º | Título                       | Vocalista principal | Duración |  |
| 1.  | «Sol del sur»                |                     | 5:00     |  |
| 2.  | «Algo ya sé»                 |                     | 4:04     |  |
| 3.  | «Yo no persigo ser feliz»    |                     | 6:21     |  |
| 4.  | «Lo tengo claro»             |                     | 4:01     |  |
| 5.  | «Quiero todo para hoy»       |                     | 6:32     |  |
| 6.  | «No creo en palabras»        |                     | 3:30     |  |
| 7.  | «Sabemos todo, sabemos nada» |                     | 5:33     |  |
| 8.  | «Mujer del viento»           |                     | 5:05     |  |

## Créditos
- Javier Martínez: voz y percusión
- Raúl Fernández: bajo eléctrico
- Cristian García: guitarra eléctrica[1]